# Run Girls, Run!
Run Girls, Run!（ラン ガールズ ラン）は、かつて存在した日本の声優ユニット。略称「RGR（ランガ）」。所属レーベルはDIVE II entertainment。

## 概要
エイベックス・ピクチャーズと81プロデュースの合同で開催された声優オーディション「Wake Up,Girls! AUDITION 第3回アニソン・ヴォーカルオーディション」の合格者3名による声優ユニット。
3名は2017年10月から放送されたテレビアニメ『Wake Up, Girls!新章』にて同じ読みの名字を持つキャラクターの声優としてデビューし、同作品内で声優ユニットと同名のアイドルユニットRun Girls, Run!を演じた。
『Wake Up, Girls!新章』放送終了後も、『キラッとプリ☆チャン』や『ガーリー・エアフォース』を始めとするアニメ作品でメインキャスト等の声や主題歌を担当し、ライブ活動も行うなど、解散までユニット活動を続けていた。

## 来歴
2017年7月30日、ワンダーフェスティバル2017[夏]内イベント「WONDERFUL HOBBY LIFE FOR YOU!!26」で「Wake Up,Girls！ AUDITION 第3回アニソン・ヴォーカルオーディション」合格者と、合格者によるユニット結成が発表された。
2017年8月25日、アニメロサマーライブ2017初日にけやき広場で開催された「アニカラ THE わ〜るど スペシャルステージ」に出演。
2017年9月24日、10月28日、11月25日の3回6公演にわたってショーケースイベントを開催。9月24日のショーケースイベントで初の持ち曲である『カケル×カケル』を初披露。
2018年2月28日、DIVE II entertainmentより、シングルCD『スライドライド』でデビュー。
2018年4月から稼働を開始したアミューズメントゲームであり、同時期にテレビでアニメ放送の始まった作品『キラッとプリ☆チャン』では桃山みらい(主人公)を林鼓子、青葉りんかを厚木那奈美、紫藤めるを森嶋優花が演じるとともに、第1・第2クールのオープニング主題歌『キラッとスタート』をRun Girls, Run!が担当した。第3クール以降のオープニング主題歌も引続き担当している。
2019年1月からテレビ放送された『ガーリー・エアフォース』では主人公のグリペンを森嶋優花が演じ、オープニング主題歌の『Break the Blue!!』をRun Girls, Run!が担当した。
2019年7月からはTOKYO MXおよびAT-Xにて初の冠テレビ番組『Run Girls, Run!のらんがばん!』の放送が始まった。
2019年8月には東京の渋谷で結成2周年記念ライブ『Run Girls, Run! 2nd Anniversary LIVE 1.2.3ジャンプ!!!』を開催。メンバーカラーや、2周年記念ライブの京都での追加公演、2019年秋からのテレビアニメ『アサシンズプライド』のオープニング主題歌を担当することが発表された。
2019年11月には2周年ライブの追加公演であり、かつ、京都出身の森嶋優花の凱旋公演となる『Run Girls, Run! 2nd Anniversary LIVE 1.2.3ジャンプ!!! in 京都』が開催され、インターネット配信の冠動画番組である『Run Girls, Run!の3人4脚自由形』のスタートが発表された。そして、12月10日にスタートした『Run Girls, Run!の3人4脚自由形』に合わせ、YouTubeにRun Girls, Run!単独の公式チャンネルが開設された。この番組は当初の予定どおり、2020年12月1日に最終回を迎えた。
2020年1月2日(1月1日深夜)には地上波ラジオでの初の冠番組、『Share the Night』がFMヨコハマでスタートし、同年10月1日(9月30日深夜)まで放送された。
2020年5月20日は初のオリジナル・アルバム『Run Girls, World!』をリリースし、同年7月25日から8月22日にかけて仙台、大阪、東京で3周年記念ツアーを行なうこととなった。アルバムはリリースされるも、新型コロナウイルスの流行にともない、ツアーは中止となる。
2020年9月26日、10月11日に初のオンラインライブ『Run Girls, Run！ Online Live ～ランガリング・リンクライブ♪～』が開催された。
2021年1月19日、新番組『Run Girls, Run!のらんがちゃんねる』の配信が開始される。
2022年7月25日に、2023年3月31日をもって解散することが公式サイトにて発表された。
2023年3月25日に行われた単独ライブ『Run Girls, Run！FINAL LIVE ～新しい道の先へ～』を以て実質的な活動を終了し、予定通り同年3月31日に解散。メンバー3人は解散後も個人活動を継続するが、林は解散と同時にエイベックス・ピクチャーズと81プロデュースを退社した。

## メンバー
| 名前                        | 生年月日               | メンバーカラー | 出身地 | 備考                              |
| --------------------------- | ---------------------- | -------------- | ------ | --------------------------------- |
| 林鼓子（はやし ここ）       | 2002年5月15日（23歳）  | 赤             | 静岡県 | センターポジション グループ最年少 |
| 森嶋優花（もりしま ゆうか） | 1997年3月16日（28歳）  | オレンジ       | 京都府 | リーダー グループ最年長           |
| 厚木那奈美（あつぎ ななみ） | 1997年10月11日（27歳） | 水色           | 長野県 |                                   |

## ディスコグラフィ

### シングル
|       | 発売日         | タイトル                        | 規格品番                                    | 規格品番     | 規格品番   | オリコン最高位 |
| BD+CD | 発売日         | タイトル                        | DVD+CD                                      | CD           |            | オリコン最高位 |
| ----- | -------------- | ------------------------------- | ------------------------------------------- | ------------ | ---------- | -------------- |
| 1st   | 2018年2月28日  | スライドライド                  |                                             | EYCA-11830/B | EYCA-11831 | 44位           |
| 2nd   | 2018年5月2日   | キラッとスタート                | EYCA-11865/B                                | EYCA-11866   | 39位       |                |
| 3rd   | 2018年10月31日 | Go! Up! スターダム！            | EYCA-12056/B                                | EYCA-12057   | 50位       |                |
| 4th   | 2019年2月6日   | Break the Blue!!/never-ending!! | EYCA-12225/B                                |              | EYCA-12226 | 31位           |
| 5th   | 2019年5月29日  | ダイヤモンドスマイル            | EYCA-12530/B                                | EYCA-12531   | 51位       |                |
| 6th   | 2019年11月27日 | Share the light                 | EYCA-12731/B                                | EYCA-12732   | 38位       |                |
| 7th   | 2020年12月16日 | ルミナンスプリンセス            | EYCA-13176/B                                | EYCA-13177   | 38位       |                |
| 8th   | 2021年5月19日  | ドリーミング☆チャンネル!        | EYCA-13350/B（LIVE盤） EYCA-13351/B（MV盤） | EYCA-13352   | 40位       |                |

### アルバム
|       | 発売日        | タイトル          | 規格品番     | 規格品番   | オリコン最高位 |
| BD+CD | 発売日        | タイトル          | CD           |            | オリコン最高位 |
| ----- | ------------- | ----------------- | ------------ | ---------- | -------------- |
| 1st   | 2020年5月20日 | Run Girls, World! | EYCA-12943/B | EYCA-12944 | 22位           |

### ミニアルバム
|       | 発売日       | タイトル     | 規格品番                                    | 規格品番   | オリコン最高位 |
| BD+CD | 発売日       | タイトル     | CD                                          |            | オリコン最高位 |
| ----- | ------------ | ------------ | ------------------------------------------- | ---------- | -------------- |
| 1st   | 2022年4月6日 | Get set, Go! | EYCA-13707/B（LIVE盤） EYCA-13708/B（MV盤） | EYCA-13709 | 25位           |

### 参加作品
| 発売日        | タイトル      | アーティスト名  | 備考 |
| ------------- | ------------- | --------------- | --- |
| 2018年3月28日 | カケル×カケル | Run Girls, Run! | 2017年10月28日に音楽定額配信サービスANiUTaにて先行配信開始 2018年3月28日発売のアルバム『Wake Up, BEST!3』収録 2020年5月20日発売のファーストアルバム『Run Girls, World!』収録 |

### 映像作品

#### 映像作品
- Run Girls, Run!のらんがばん!（2020年）※Wake Up, Girls!との合同ライブ『Green Leaves Fes』の映像も収録
- Run Girls, Run! Online Live ～ランガリング・リンクライブ♪～ 最終公演（2021年）※CDシングル『ドリーミング☆チャンネル!』LIVE盤に収録
- Run Girls, Run! 4th Anniversary LIVE Run 4 You!!! 最終公演（2022年）※ミニアルバム『Get set, Go!』LIVE盤に収録

「Run Girls, Run! 1st LIVE TOUR　止まってなんかいられない」は映像収録を行っていない。「Run Girls, Run! 2nd Anniversary LIVE 1.2.3ジャンプ!!!」は渋谷公演のダイジェストが「Run Girls, Run!のらんがばん!」第9回でダイジェストが放送され、パッケージに収録されている。

#### 参加映像作品
- プリパラ＆キラッとプリ☆チャンAUTUMN LIVE TOUR み〜んなでアイドルやってみた！（2019年）[19]
- み〜んなでキラッとプリティーライブ2018（2019年）[20]
- プリパラ＆キラッとプリ☆チャンAUTUMN LIVE TOUR 2019 ～キラッと！アイドルはじめる時間だよ！～（2020年）[21]
- プリパラ&キラッとプリ☆チャン Winter Live 2019（2020年）[22]
- Hello! プリ☆チャンワールド（2021年）[23]

### タイアップ曲
| 時期   | 楽曲                      | タイアップ                                                                           |
| ------ | ------------------------- | ------------------------------------------------------------------------------------ |
| 2018年 | カケル×カケル             | テレビアニメ『Wake Up, Girls! 新章』第13話挿入歌                                     |
| 2018年 | スライドライド            | テレビアニメ『デスマーチからはじまる異世界狂想曲』オープニングテーマ                 |
| 2018年 | キラッとスタート          | テレビアニメ『キラッとプリ☆チャン』オープニングテーマ                                |
| 2018年 | プリマ☆ドンナ?メモリアル! | 劇場アニメ『劇場版 プリパラ&キラッとプリ☆チャン 〜きらきらメモリアルライブ〜』主題歌 |
| 2018年 | Go! Up! スターダム!       | テレビアニメ『キラッとプリ☆チャン』オープニングテーマ                                |
| 2019年 | Break the Blue!!          | テレビアニメ『ガーリー・エアフォース』オープニングテーマ                             |
| 2019年 | never-ending!!            | テレビアニメ『キラッとプリ☆チャン』オープニングテーマ                                |
| 2019年 | ダイヤモンドスマイル      | テレビアニメ『キラッとプリ☆チャン』オープニングテーマ                                |
| 2019年 | Share the light           | テレビアニメ『アサシンズプライド』オープニングテーマ                                 |
| 2019年 | キラリスト・ジュエリスト  | テレビアニメ『キラッとプリ☆チャン』オープニングテーマ                                |
| 2020年 | イルミナージュ・ランド    | テレビアニメ『キラッとプリ☆チャン』オープニングテーマ                                |
| 2020年 | ルミナンスプリンセス      | テレビアニメ『キラッとプリ☆チャン』オープニングテーマ                                |
| 2021年 | ドリーミング☆チャンネル!  | テレビアニメ『キラッとプリ☆チャン』オープニングテーマ                                |

## ライブ・イベント
| 形態                     | 公演日   | タイトル                                                                                         | 会場                                                   | 備考 |
| 2017年                   | 2017年   | 2017年                                                                                           | 2017年                                                 | 2017年 |
| ------------------------ | -------- | ------------------------------------------------------------------------------------------------ | ------------------------------------------------------ | --- |
| 合同イベント             | 7月30日  | 『Wake Up, Girls！ 新章』新キャスト＆新キャラクター発表会                                        | 幕張メッセ 国際展示場                                  | Run Girls, Run!のお披露目                                                                                           |
| 合同イベント             | 8月25日  | アニカラ THE わ〜るど スペシャルステージ                                                         | さいたまスーパーアリーナ けやきひろば                  | |
| イベント                 | 9月24日  | Run Girls, Run! ショーケースイベント 位置についてよーいドン! Vol.1                               | LIVE labo YOYOGI                                       | 各日2回公演 |
| イベント                 | 10月28日 | Run Girls, Run! ショーケースイベント 位置についてよーいドン! Vol.2                               | AKIBAカルチャーズ劇場                                  | 各日2回公演 |
| イベント                 | 11月25日 | Run Girls, Run! ショーケースイベント 位置についてよーいドン! Vol.3                               | AKIBAカルチャーズ劇場                                  | 各日2回公演 |
| 合同イベント             | 12月6日  | IDOL CONTENT EXPO @ 新宿BLAZE 番外編 〜緊急開催!サブカルSP!!!〜                                  | 新宿BLAZE                                              | |
| 2018年                   |          |                                                                                                  |                                                        | |
| 合同イベント             | 2月10日  | ANIMAX MUSIX NEXTAGE                                                                             | 秋葉原P.A.R.M.S                                        | 来場者投票によりANIMAX MUSIXへの出場権を得る                                                                        |
| イベント                 | 3月24日  | Run Girls, Run! 位置について、よーい!AnimeJapan!ステージ                                         | 東京ビッグサイト                                       | AnimeJapan 2018内ステージ                                                                                           |
| イベント                 | 4月7日   | 「キラッとスタート」発売記念ミニライブ＋握手会                                                   | 池袋 サンシャインシティ噴水広場                        | |
| 合同イベント             | 5月12日  | Green Leaves Fes                                                                                 | 幕張メッセ 幕張イベントホール                          | 2回公演。Run Girls, Run!のらんがばんのBlu-rayに両公演収録                                                           |
| 合同イベント             | 5月26日  | Super★Premium vol.7                                                                              | 名古屋ダイアモンドホール                               | |
| 合同イベント             | 5月27日  | @JAM 2018 Day2                                                                                   | Zepp DiverCity（TOKYO）                                | |
| 合同イベント             | 6月2日   | デスマーチからはじまる郊外狂想曲                                                                 | 松戸市民会館                                           | 2回公演 |
| 合同イベント             | 6月3日   | CIRCLE FIRE vol.3                                                                                | CLUB CITTA'                                            | |
| 合同イベント             | 6月9日   | 東京おもちゃショー2018                                                                           | 東京ビッグサイト                                       | |
| 合同イベント             | 6月13日  | Wake Up, Girls!× 東北楽天ゴールデンイーグルス (前夜祭・中日戦)                                   | 楽天生命パーク宮城                                     | |
| ライブゲスト出演         | 6月24日  | イセ食品 森のたまご presents わーすた Summer LIVE TOUR 2018 〜JUMPING SUMMER〜 第2部             | Rensa                                                  | |
| 合同イベント             | 7月8日   | アイドル横丁夏まつり!!〜2018〜 (2日目)                                                           | 横浜赤レンガパーク                                     | |
| イベント                 | 7月29日  | Run Girls, Run!デビュー１周年記念イベント                                                        | プリズムストーン原宿 原宿AMO CAFE                      | お渡し会とトーク&ミニライブの2部制                                                                                  |
| 合同イベント             | 8月3日   | TOKYO IDOL FESTIVAL 2018                                                                         | 湾岸スタジオ、フジテレビ本社屋1F広場、湾岸スタジオ屋上 | 3ステージに出演 |
| 合同イベント             | 8月14日  | まけんグミフェス☆2018 SUMMER                                                                     | Zepp Tokyo                                             | |
| 合同イベント             | 8月24日  | カラオケDAMステージ supported by LIVE DAM STADIUM                                                | さいたまスーパーアリーナ けやきひろば                  | |
| 合同イベント             | 8月25日  | ちゃおサマーフェスティバル2018                                                                   | パシフィコ横浜                                         | |
| 合同イベント             | 9月9日   | プリパラ&キラッとプリ☆チャンAUTUMN LIVE TOUR み〜んなでアイドルやってみた!                       | なんばHatch                                            | 2回公演 |
| 合同イベント             | 9月29日  | プリパラ&キラッとプリ☆チャンAUTUMN LIVE TOUR み〜んなでアイドルやってみた!                       | 中野サンプラザホール                                   | 2回公演 |
| 合同イベント             | 10月7日  | 電撃文庫25周年記念 秋の電撃祭                                                                    | ベルサール秋葉原                                       | |
| ライブゲスト             | 10月19日 | 亜咲花 19th Birthday LIVE～Make It Happen LTB～                                                  | duo MUSIC EXCHANGE                                     | 亜咲花の誕生日記念ライブにゲスト出演。コラボ歌唱も披露した                                                          |
| ライブツアー             | 10月28日 | Run Girls, Run! 1st LIVE TOUR 止まってなんかいられない                                           | ESAKA MUSE (大阪)                                      | 2回公演 |
| ライブツアー             | 11月4日  | Run Girls, Run! 1st LIVE TOUR 止まってなんかいられない                                           | SENDAI GIGS (宮城)                                     | 2回公演 |
| ライブツアー             | 11月10日 | Run Girls, Run! 1st LIVE TOUR 止まってなんかいられない                                           | 品川ステラボール (東京)                                | 2回公演 |
| 合同イベント             | 11月23日 | わーすた presents わんわんにゃんにゃん秋祭り (2日目)                                             | よみうりランド                                         | |
| 合同イベント             | 12月9日  | み〜んなでキラッとプリティーライブ2018                                                           | 幕張メッセ展示ホール                                   | 2回公演 |
| 合同イベント             | 12月23日 | アニメJAM 2018                                                                                   | 舞浜アンフィシアター                                   | 2回公演 |
| イベント                 | 12月24日 | Run Girls, Run!とクリスマスカードを作ろう!の会                                                   | アニメイト池袋本店 9F                                  | 2回公演 |
| 2019年                   |          |                                                                                                  |                                                        | |
| イベント                 | 1月4日   | 劇場版 プリパラ＆キラッとプリ☆チャン アンコール上映 舞台挨拶                                     | イオンシネマ海老名                                     | 2回開催 |
| 合同イベント             | 1月19日  | ANIMAX MUSIX 2019 OSAKA supported by ひかりTV                                                    | 大阪城ホール                                           | 出演にあたって衣装作成のクラウドファンディング実施                                                                  |
| イベント                 | 1月22日  | Run Girls, Rado!! SPECIAL -カケル×WUG- 公開録音                                                  | AKIHABARAゲーマーズ本店 6F                             | 青山吉能と山下七海がゲスト                                                                                          |
| 合同イベント             | 2月2日   | i☆Ris&Wake Up, Girls!&Run Girls, Run! バレンタインLive 2019                                      | 森のホール21                                           | 2回公演 |
| イベント                 | 3月1日   | Run Girls Run!みんなにありがとう!ミニライブ                                                      | ソフマップAKIBA 1号店8Fマップ劇場                      | |
| イベント                 | 3月5日   | Run Girls Run!みんなにありがとう!ミニライブ                                                      | アニメイト池袋本店 9F アニメイトホール                 | |
| イベント                 | 3月24日  | Run Girls, Run! 位置について、よーい! AnimeJapan!ステージ2                                       | 東京ビッグサイト                                       | AnimeJapan 2019内ステージ                                                                                           |
| イベント                 | 4月7日   | Run Girls,Run! Special Stage in C3 Shanghai 2019                                                 | 上海跨国采購会展中心                                   | 初の海外イベント |
| イベント                 | 4月21日  | Run Girls, Run!のオールナイトニッポンi スペシャルCD vol.1 リリース記念 公開収録 & お見送り会     | ニッポン放送 イマジンスタジオ                          | 吉岡茉祐がゲスト |
| ソロイベント             | 5月15日  | ダイヤモンドスマイル リリース記念イベント「はやまるとあそぼう」                                  | AKIHABARAゲーマーズ本店 6F                             | |
| イベント                 | 5月19日  | 「ダイヤモンドスマイル」リリース記念 Run Girls, Run!スペシャルフリーイベント in 洗足学園音楽大学 | 洗足学園音楽大学 前田ホール                            | |
| 合同イベント             | 5月26日  | ガーリー・エアフォース スペシャルイベント                                                        | ニューピアホール                                       | 2回公演 |
| ライブツアー             | 8月4日   | Run Girls, Run! 2nd Anniversary LIVE 1.2.3ジャンプ!!!                                            | 渋谷CLUB QUATTRO                                       | 『Run Girls, Run!のらんがばん』第9回にてダイジェストを放送                                                          |
| ライブツアー             | 11月24日 | Run Girls, Run! 2nd Anniversary LIVE 1.2.3ジャンプ!!!                                            | 京都FANJ                                               | 8月4日の渋谷公演にて京都での追加公演が発表された                                                                    |
| 合同イベント             | 8月17日  | ちゃおサマーフェスティバル2019                                                                   | パシフィコ横浜                                         | |
| 合同イベント             | 8月24日  | C3AFA TOKYO 2019 「Run Girls, Run！」スペシャルステージ                                          | 幕張メッセ 国際展示場                                  | |
| 合同イベント             | 9月15日  | プリパラ＆キラッとプリ☆チャンAUTUMN LIVE TOUR 2019 〜キラッと!アイドルはじめる時間だよ!〜        | 舞浜アンフィシアター                                   | 2回公演 |
| 合同イベント             | 9月22日  | プリパラ＆キラッとプリ☆チャンAUTUMN LIVE TOUR 2019 〜キラッと!アイドルはじめる時間だよ!〜        | オリックス劇場                                         | 2回公演 |
| ソロイベント             | 10月11日 | Share the light リリース記念イベント「厚木那奈美バースデーパーティー」                           | AKIHABARAゲーマーズ本店 6F                             | |
| 合同イベント             | 10月12日 | Super★Premium vol.8                                                                              | 名古屋ダイアモンドホール                               | 令和元年東日本台風(台風19号)により公演中止                                                                          |
| 合同イベント             | 10月19日 | Re:animation Special in 仙台アニメフェス                                                         | 夢メッセみやぎ                                         | |
| 合同イベント             | 10月26日 | ANIMAX MUSIX 2019 KOBE DAY1                                                                      | 神戸ワールド記念ホール                                 | |
| 合同イベント             | 11月2日  | 駒澤大学大学祭 オータムフェスティバル トークショー                                               | 駒澤大学 駒沢キャンパス                                | |
| 合同イベント             | 12月7日  | 京 Premium Live 2019                                                                             | ロームシアター京都                                     | |
| 合同イベント             | 12月15日 | プリパラ&キラッとプリ☆チャン Winter Live 2019                                                    | 幕張メッセ イベントホール                              | 2回公演 |
| 2020年                   |          |                                                                                                  |                                                        | |
| イベント                 | 2月16日  | Run Girls, Run! バレンタインイベント!!! ♡〜For you〜♡                                            | SHIBUYA PLEASURE PLEASURE                              | 2回公演 |
| 合同イベント             | 3月29日  | （延期）AT-X Anime Tunes 2020                                                                    | 新宿ReNY                                               | 新型コロナウイルス感染症の流行により開催延期                                                                        |
| ソロイベント             | 5月4日   | （中止）森嶋優花バースデーパーティー もちもち♡マニュアル〜これからもよろしくね〜                 | AKIHABARAゲーマーズ本店 6F                             | 新型コロナウイルス感染症の流行にともない、延期の後、中止                                                            |
| ソロイベント             | 5月16日  | （中止）林鼓子バースデーイベント ☆Coco's Music Journey☆                                          | SHIBUYA PLEASURE PLEASURE                              | 新型コロナウイルス感染症の流行により中止                                                                            |
| イベント                 | 6月14日  | （中止）Run Girls, Run! ホワイトデーイベント!!! 〜♡Give me♡〜                                    | SHIBUYA PLEASURE PLEASURE                              | 新型コロナウイルス感染症の流行により延期の後、中止                                                                  |
| 合同イベント（配信）     | 7月18日  | Hello! プリ☆チャンワールド                                                                       | PIA LIVE STREAM (ULIZA)                                | |
| ライブツアー             | 7月25日  | （中止）Run Girls, Run！ 3rd Anniversary LIVE TOUR =夢へのバトン=                                | YES THEATER (大阪)                                     | 新型コロナウイルス感染症の流行により別の日程での開催が検討されたが、最終的には中止となった                          |
| ライブツアー             | 8月10日  | （中止）Run Girls, Run！ 3rd Anniversary LIVE TOUR =夢へのバトン=                                | Rensa (宮城)                                           | 新型コロナウイルス感染症の流行により別の日程での開催が検討されたが、最終的には中止となった                          |
| ライブツアー             | 8月22日  | （中止）Run Girls, Run！ 3rd Anniversary LIVE TOUR =夢へのバトン=                                | 品川インターシティホール (東京)                        | 新型コロナウイルス感染症の流行により別の日程での開催が検討されたが、最終的には中止となった                          |
| 合同イベント（配信）     | 8月29日  | a-nation online 2020                                                                             | White Stage (LINE LIVE)                                | |
| ライブ（配信）           | 9月26日  | Run Girls, Run！ Online Live ～ランガリング・リンクライブ♪～                                     | PIA LIVE STREAM                                        | 2回公演 |
| ライブ（配信）           | 10月11日 | Run Girls, Run！ Online Live ～ランガリング・リンクライブ♪～                                     | PIA LIVE STREAM                                        | 2回公演。夜公演はラジオShare the Nightで募集した曲で構成。夜公演は『ドリーミング☆チャンネル!』LIVE盤のBlu-rayに収録 |
| 合同イベント（配信）     | 10月2日  | TOKYO IDOL FESTIVAL オンライン 2020 Day1                                                         | TIF LIVE STREAM (SPWN)                                 | 2ステージと1コーナーに出演                                                                                          |
| ライブゲスト出演（配信） | 11月3日  | NOW ON AIR ONLINE LIVE ～DAY with Run Girls, Run!                                                | Streming+                                              | NOW ON AIRの昼夜公演の昼公演にゲスト出演。2021年5月7日からはファミリー劇場CLUBにてアーカイブを配信                  |
| 合同イベント（配信）     | 11月30日 | H-POP to World                                                                                   | Vimeo Thumva                                           | |
| 合同イベント             | 12月6日  | プリパラ&キラッとプリ☆チャン Winter Live 2020                                                    | 幕張メッセイベントホール PIA LIVE STREAM (ULIZA)       | 2回公演。配信あり                                                                                                   |
| 合同イベント             | 12月13日 | 京 Premium Live 2020                                                                             | ロームシアター京都                                     | |
| 2021年                   |          |                                                                                                  |                                                        | |
| イベント                 | 3月13日  | Run Girls, Run！ホワイトデーイベント!!! 2021～♡Give me♡～                                        | SHIBUYA PLEASURE PLEASURE                              | 3回公演 |
| 合同イベント（配信）     | 3月20日  | マダミスマンション                                                                               | Streaming+                                             | 後にファミリー劇場にて、2021年7月2日から配信、2021年10月24日に放送された                                            |
| 合同イベント（配信）     | 3月28日  | TVアニメ「キラッとプリ☆チャン」トーク＆ミニライブやってみた！ステージ                            | AnimeJapan 2021                                        | |
| ソロイベント             | 5月16日  | 林鼓子 19th Birthday Event～NO “OSHI” NO LIFE～                                                  | ZAIKO                                                  | 配信イベント |
| 合同イベント             | 5月22日  | Pretty series 10th Anniversary Pretty Festival                                                   | 幕張メッセ イベントホール ミクチャ                     | 1回公演 |
| 合同イベント             | 5月23日  | Pretty series 10th Anniversary Pretty Festival                                                   | 幕張メッセ イベントホール ミクチャ                     | 2回公演 |
| 合同イベント             | 8月28日  | iDOL on-line SUPER SUMMER FESTIVAL 2021 ～Ryuchell side～                                        | Zepp Haneda（TOKYO）                                   | |
| ソロイベント             | 10月10日 | Nanami Atsugi 24th Birthday Event #ななみりばーすでー                                            | ミクチャ                                               | 配信イベント |
| 合同イベント             | 11月23日 | アニレヴ2021 in チームスマイル 豊洲PIT DAY2                                                      | 豊洲PIT                                                | 亜咲花とのコラボ歌唱を2018年の誕生日ライブ以来に披露                                                                |
| ライブツアー             | 11月27日 | Run Girls, Run! 4th Anniversary LIVE Run 4 You!!!                                                | 仙台PIT                                                | 2回公演 |
| ライブツアー             | 12月19日 | Run Girls, Run! 4th Anniversary LIVE Run 4 You!!!                                                | 山野ホール PIA LIVE STREAM (ULIZA)                     | 2回公演。東京公演では生配信も実施                                                                                   |
| 合同イベント             | 11月28日 | SACO FES DX                                                                                      | 豊洲PIT ミクチャ                                       | 槙田紗子プロデュースのライブイベント                                                                                |
| 合同イベント             | 12月5日  | プリパラ&キラッとプリ☆チャン＆ワッチャプリマジ! Winter Live 2021                                 | 幕張メッセイベントホール PIA LIVE STREAM (ULIZA)       | |
| 合同イベント             | 12月12日 | 京 Premium Live                                                                                  | ロームシアター京都                                     | |
| 合同イベント             | 12月26日 | 『超！A&G＋スペシャル』presents 超！クリスマスパーティーLIVE！DAY2                               | サイエンスホール                                       | |
| 2022年                   |          |                                                                                                  |                                                        | |
| 合同イベント             | 2月6日   | ワンダーフェスティバル2022[冬] アニソン&声優 LIVE STAGE                                          | 幕張メッセ                                             | |
| イベント                 | 2月27日  | Run Girls, Run！バレンタインイベント!!! ～sweet Devil♡～                                         | 神田明神ホール                                         | 2回公演 |
| イベント                 | 3月13日  | Run Girls, Run！ホワイトデーイベント!!! ～sweet Angel♡～                                         | SHIBUYA PLEASURE PLEASURE                              | 2回公演 |
| ソロイベント             | 3月16日  | もちもちBirthday!～いまがいちばんにっこにこ♡～                                                   | ZAIKO                                                  | 配信イベント |
| 合同イベント             | 3月27日  | また帰ってきたRun Girls, Radio!! +ミニライブ ステージ                                            | 東京ビッグサイト                                       | AnimeJapan 2022内ステージ                                                                                           |
| ソロイベント             | 5月22日  | 林鼓子 20th Birthday Live～ここから。～                                                          | 浅草花劇場                                             | 2回公演 |
| 合同イベント             | 6月12日  | TIF ASIA TOUR 2022 in harevutai 【2部】                                                          | harevutai                                              | |
| 合同イベント             | 7月18日  | SPARK 2022 in YAMANAKAKO                                                                         | 山中湖交流プラザ きらら                                | |
| 合同イベント             | 7月24日  | ワンダーフェスティバル2022[夏] アニソン&声優 LIVE STAGE                                          | 幕張メッセ                                             | |
| ライブツアー             | 7月31日  | Run Girls, Run！5th Anniversary Live Tour Get Set, 5！                                           | 仙台PIT                                                | 2回公演 |
| ライブツアー             | 8月13日  | Run Girls, Run！5th Anniversary Live Tour Get Set, 5！                                           | 心斎橋BIGCAT                                           | 2回公演 |
| ライブツアー             | 9月25日  | Run Girls, Run！5th Anniversary Live Tour Get Set, 5！                                           | 品川インターシティホール                               | 2回公演 |
| 合同イベント             | 8月6日   | TOKYO IDOL FESTIVAL 2022 supported by にしたんクリニック                                         | お台場・青海周辺エリア                                 | 2ステージ |
| ソロイベント             | 10月10日 | Nanami Atsugi 25th Birthday Party!～A piece of cake for you.～                                   | 表参道GROUND                                           | 2回公演 |
| 合同イベント             | 10月23日 | トリコ△ボウル!!!                                                                                 | 科学技術館サイエンスホール                             | |
| 合同イベント             | 12月4日  | プリパラ&キラッとプリ☆チャン＆ワッチャプリマジ! Winter Live 2022                                 | 幕張メッセイベントホール                               | 2回公演 |
| 合同イベント             | 12月11日 | 京 Premium Live 2022                                                                             | ロームシアター京都 メインホール                        | |
| 2023年                   |          |                                                                                                  |                                                        | |
| 合同イベント             | 1月15日  | 「MUROMACHI SUPER LIVE 2023」NEW YEAR PARTY編                                                    | 室町三井ホール                                         | |
| 単独ライブ               | 3月25日  | Run Girls, Run！FINAL LIVE ～新しい道の先へ～                                                    | 山野ホール                                             | 2回公演 |

## 出演
各メンバーがソロで出演した作品については各メンバーの項目を参照。

### テレビ番組
- Wake Up, Girls! 新章（2017年 - 2018年、テレビ東京）実写で次回予告担当
  - 第7話 特別編「わぐばん!新章」（2017年11月20日、テレビ東京）[157]
- Run Girls, Run!のらんがばん!（2019年、TOKYO MX）[158]

### ラジオ
※はインターネット配信。
- Wake Up, Girls!とRun Girls, Run!のオールナイトニッポンi（2017年 - 2018年、オールナイトニッポンi）※[159][160]
- Run Girls, Radio!（2017年 - 2018年、HiBiKi Radio Station）※[7]
- Run Girls, Radio!!（2018年 - 2020年、HiBiKi Radio Station）※[161]
- ANiUTa オリジナルラジオ Run Girls, Run！のプレイリスト for You!（2019年、ANiUTa）※[162]
- Run Girls, Run!のオールナイトニッポンi（2019年、オールナイトニッポンi)※[160][163]
- Share the Night（2020年、FMヨコハマ）[12]

### インターネットテレビ
- ライブダムカンパニー（2018年 - 2019年、FRESH LIVE）番組MC[164][165]
- Run Girls, Run!の3人4脚自由形（2019年 - 2020年、ニコニコチャンネル、YouTube）[9]
- オンラインお茶会やってみた!!!（2020年、YouTube）[166]
- Run Girls, Run!のらんがちゃんねる（2021年 -、ニコニコチャンネル）

## 書籍
- Run Girls, Run! ファースト写真集『Run For You』（2022年[167][168][169]）